# Mike Mantler
Michael "Mike" Mantler es un trompetista, trombonista y compositor austriaco de jazz, nacido en Viena el 10 de agosto de 1943.

## Historial
Después de haber estudiado trompeta, primero en Viena y más tarde en la Berklee School de Boston,  se instala en Nueva York y trabaja con el pianista Cecil Taylor (1964). totalmente incorporado a los conceptos del Free jazz, participa en la Jazz Composer's Guild y en los conciertos de la Revolución de Octubre en Jazz, organizados por Bill Dixon.
Colabora después, de forma estrecha, con Carla Bley, con quien funda la Jazz Composer's Orchestra, que graba con artistas invitados como Archie Shepp, Steve Lacy, Don Cherry, Larry Coryell, Pharoah Sanders o Roswell Rudd. Durante el resto de la década de los 60 continúa su colaboración con Carla Bley, participando en todas sus grandes obras, entre ellas Escalator over the hill, así como en la Liberation Music Orchestra de Charlie Haden. Su relación con Carla Bley se mantuvo hasta bien entrados los años ochenta
Fundó en los años 70 una compañía discográfica, llamada Watt, integrada en el catálogo de ECM, produciendo interesantes obras de música electrónica, con artistas como Marianne Faithfull, Jack Bruce o Robert Wyatt.

## Estilo
Como trompetista, Mantler tiene claras influencias de Don Cherry, integrando igualmente en su música muchos elementos de su formación clásica. Como compositor, le gustan las estructuras complejas y los amplios movimientos dramáticos, aunque no duda, si le conviene, en recurrir a esquemas simples extraídos de la música popular.

## Discografía
- 1966: Communication (Fontana), con la Jazz Composer's Orchestra
- 1966: Jazz Realities (Fontana), con Steve Lacy y Carla Bley
- 1968: The Jazz Composer's Orchestra (JCOA/ECM), con Cecil Taylor, Don Cherry, Pharoah Sanders, Larry Coryell, Roswell Rudd y Gato Barbieri
- 1974: No Answer (Watt/ECM), con Don Cherry, Jack Bruce y Carla Bley
- 1975: 13 (Watt/ECM)
- 1976: The Hapless Child (Watt/ECM), con Robert Wyatt, Terje Rypdal y Jack DeJohnette
- 1977: Silence (Watt/ECM), con Robert Wyatt, Kevin Coyne y Chris Spedding
- 1978: Movies (Watt/ECM), con Larry Coryell, Steve Swallow y Tony Williams
- 1980: More Movies (Watt/ECM), con Philip Catherine, Steve Swallow y Gary Windo
- 1983: Something There (Watt/ECM), con Nick Mason, Mike Stern, Michael Gibbs y la London Symphony Orchestra
- 1985: Alien (Watt/ECM), con Don Preston
- 1987: Live (Watt/ECM), con Jack Bruce, Rick Fenn, Don Preston y Nick Mason
- 1988: Many Have No Speech (Watt/ECM), con Jack Bruce, Marianne Faithfull, Robert Wyatt, Rick Fenn y la Danish Radio Concert Orchestra
- 1990: The Watt Works Family Album (WATT/ECM)
- 1993: Folly Seeing All This (ECM), con el Balanescu String Quartet, Rick Fenn y Jack Bruce
- 1995: Cerco Un Paese Innocente (ECM), con Mona Larsen, Chamber Ensemble y la Danish Radio Big Band, sobre textos de Giuseppe Ungaretti
- 1997: The School of Understanding (opera) (ECM), con Jack Bruce, Mona Larsen, Susi Hyldgaard, John Greaves, Don Preston, Karen Mantler, Per Jørgensen, Robert Wyatt, Chamber Ensemble y la Danish Radio Concert Orchestra dirigidos por Giordano Bellincampi
- 2000: Songs and One Symphony (ECM), con Mona Larsen, Chamber Ensemble y la Radio Symphony Orchestra Frankfurt dirigida por Peter Rundel
- 2001: Hide and Seek (ECM), con Robert Wyatt, Susi Hyldgaard y el Chamber Ensemble
- 2006: Review (ECM), compilación del periodo 1968 - 2000
- 2008: Concertos (ECM), con Bjarne Roupé, Bob Rockwell, Roswell Rudd, Pedro Carneiro, Majella Stockhausen, Nick Mason y la Kammerensemble Neue Musik Berlin dirigida por Roland Kluttig
- 2011: For Two (ECM), con Bjarne Roupé y Per Salo
- 2014: Jazz Composer's Orchestra Update (ECM), con Bjarne Roupé, Harry Sokal, Wolfgang Puschnig, David Helbock, radio.string.quartet.Vienna, y la Nouvelle Cuisine Big Band dirigida por Christoph Cech
- 2017: Comment c'est (ECM), con Michael Mantler, Himiko Paganotti, Max Brand Ensemble, dirigida por Christoph Cech; textos de Michael Mantler
- 2021: Coda - Orchestra Suites (ECM) — cn Michael Mantler, Bjarne Roupé, David Helbock, orchestre dirigida por Christoph Cech